# جون إيه روجرز
جون إيه روجرز (بالإنجليزية: John A. Rogers) (و. 1967 – م) هو كيميائي، وفيزيائي، وأستاذ جامعي من الولايات المتحدة الأمريكية .
وهو عضواً في الأكاديمية الوطنية للعلوم، والأكاديمية الأمريكية للفنون والعلوم، والأكاديمية الوطنية للهندسة .

## التعليم
تعلم في معهد ماساتشوست للتكنولوجيا، وجامعة تكساس، أوستن

## مناصب وهيئات
أدار جامعة إلينوي في إربانا-شامبين.

## جوائز
حصل على جوائز منها:
- زمالة ماك آرثر.